# Дубовская (Чечня)
Дубовска́я (чечен. Дубовски) — станица в Шелковском районе Чечни. Образует Дубовское сельское поселение.

## География
Станица расположена в 36 км к северо-востоку от районного центра станицы Шелковской, у автодороги Р262 Ставрополь—Крайновка. Западнее и севернее станицы проходит железнодорожная линия Северо-Кавказской железной дороги (севернее Дубовской расположен разъезд Бороздиновский).
В 6 км к югу от станицы расположен Каргалинский гидроузел на реке Терек. В этом месте русло реки разделяется на несколько рукавов — Новый Терек (основной рукав), Новотеречный канал, Дельтовый канал, канал Сулла-Чубутла и канал Карачанова. На противоположном от Дубовской правом берегу Терека рядом с гидроузлом располагается Терский рыбозавод. Западнее станицы проходит оросительный канал Карачанова, северо-западнее — один из его рукавов, под названием «канава Веркина», южнее — Дельтовый канал. Юго-восточнее станицы Дельтовый канал распадается на два русла — Старый Терек и Таловка. Также из Дельтового канала берёт начало Бороздинский оросительный канал (проходит к востоку от Дубовской).
Ближайшие населённые пункты: на северо-востоке — станица Бороздиновская и село Новомонастырское (Дагестан), на севере — сёло Новокрестьяновское (Дагестан), на северо-западе — село Сары-Су, посёлок Мирный и село Степное (Дагестан), на юго-востоке — село Заречное (Дагестан), на юго-западе — станица Каргалинская, на востоке — село Рыбалко (Дагестан).

## Население
| 1878  | 1883  | 1926  | 1990  | 2002  | 2010  | 2012  |
| ----- | ----- | ----- | ----- | ----- | ----- | ----- |
| 1254  | ↘1193 | ↗1333 | ↗2476 | ↘2320 | ↘2039 | ↗2105 |
| 2013  | 2014  | 2015  | 2016  | 2017  | 2018  | 2019  |
| ↗2172 | ↗2225 | ↗2257 | ↗2296 | ↗2337 | ↗2363 | ↗2372 |
| 2020  | 2021  | 2023  | 2024  |       |       |       |
| ↗2422 | ↘2361 | ↗2405 | ↗2434 |       |       |       |

В станице имеется русская община, в связи с чем в Дубовской создан Казачий национальный культурный центр.
По данным переписи 2002 года, в станице проживало 2320 человек (1128 мужчин и 1192 женщины), 66 % населения составляли чеченцы.
Национальный состав, по данным переписи 2010 года:
- чеченцы — 1745 чел. (85,6 %);
- даргинцы — 135 чел. (6,6 %);
- русские — 119 чел. (5,8 %);
- кумыки — 24 чел. (1,2 %);
- другие[26] — 16 чел. (0,8 %)[27].

## История
Станица Дубовская основана в 1735—1736 годах, одновременно со станицами Бороздиновской и Каргалинской (хотя в отдельных источниках предлагается также и другая дата — 1724 год). В данных станицах было размещено Терско-Семейное казачье войско, составленное из донских казаков, пересёленных на реку Сулак, в крепость Святого Креста, Петром I во время Персидского похода 1722—1723 годов. В 1735 году был заключён Гянджинский договор между Российской империей и Персией, по которому граница России отодвигалась на Терек, а крепость Святого Креста должна быть срыта. Таким образом, донцы из крепости были поселены тремя станицами на левом берегу Терека, ниже гребенских станиц по течению реки.
Со временем из-за частых наводнений станица была перенесена подальше от берега Терека, на нынешнее место.
В 1990-е годы в связи с обострением обстановки, наряду с русскими, село покинули многие даргинцы, также проживавшие в Дубовской. По состоянию на 2005 год, по некоторым данным, в станице ещё оставалось несколько даргинских хозяйств.

## Галерея

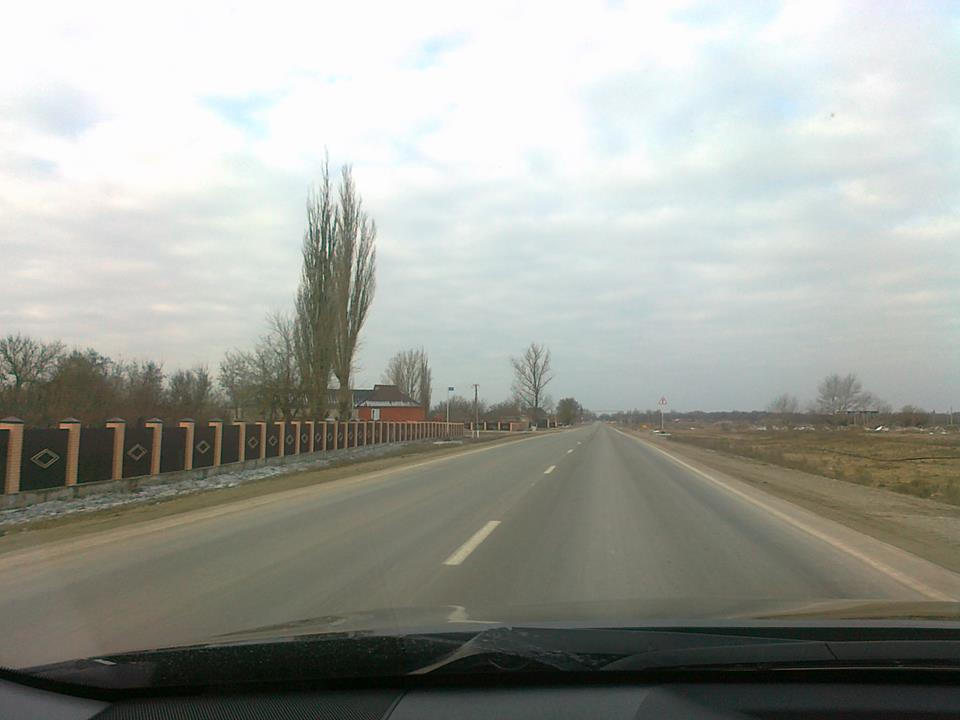
Дубовская
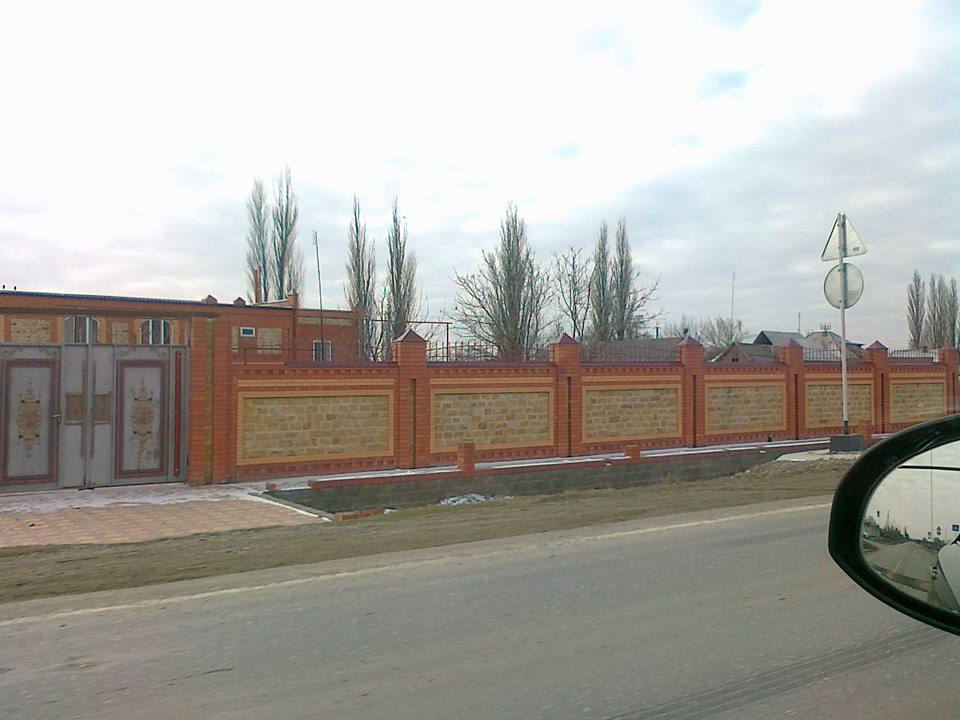
Дубовская